# Hoplolythra arivaca
Hoplolythra arivaca är en fjärilsart som beskrevs av Barnes 1907. Hoplolythra arivaca ingår i släktet Hoplolythra och familjen nattflyn. Inga underarter finns listade i Catalogue of Life.